# Distrito Escolar del Valle de Boulder
El Distrito Escolar del Valle de Boulder (Boulder Valley School District, BVSD) es un distrito escolar de Colorado. Tiene su sede en el Centro de Educación de BVSD en un área no incorporada en el Condado de Boulder, cerca de Boulder. El distrito, con una superficie de más de 500 millas cuadradas, gestiona 55 escuelas. Tiene approxidamente 28.500 estudiantes y más de 4.000 empleados. El distrito sirve Boulder, Gold Hill, Jamestown, Lafayette, Louisville, Nederland, Superior, Ward, y partes de Broomfield y Erie.